# 오상고등학교
오상고등학교(五常高等學校)는 대한민국 경상북도 구미시 장천면 상장리에 위치한 사립 고등학교이다.

## 학교 연혁
- 1945년 9월 19일 : 오상중학교 창립 발기
- 1945년 10월 16일 : 五常學園 개원, 원장 김동석 선생 취임
- 1946년 4월 1일 : 오상중학교 개교, 초대 교장 김동석 선생 취임
- 1947년 6월 1일 : 재단법인 오상교육재단 인가, 이사장 김동석 선생 취임
- 1951년 8월 31일 : 고등학교 인가
- 1951년 9월 1일 : 고등학교 초대 교장 김동석 선생 취임
- 1979년 3월 1일 : 중.고 분리, 고등학교 각 학년 5학급 계 15학급
- 1999년 1월 20일 : 체육관 준공
- 2002년 10월 14일 : 증축 교사동 준공 및 교훈비 건립
- 2005년 8월 22일 : 학급증설 인가 각 학년 10학급 계 30학급
- 2008년 11월 15일 : 축구부 창단
- 2009년 7월 31일 : 교과교실제 C형 및 자율학교 지정
- 2010년 3월 1일 : 교과교실제 자율학교 운영
- 2010년 10월 16일 : 매암도서관 및 축구부합숙소 개관
- 2011년 3월 1일 : 창의경영 자율학교 운영
- 2014년 3월 3일 : 선진형 교과교실제 실시
- 2018년 4월 20일 : 제9대 이사장 김태환 취임
- 2021년 3월 1일 : 고교학점제 선도학교 선정
- 2022년 9월 1일 : 제12대 장인현 선생 취임
- 2024년 2월 7일 : 제75회 졸업식(244명 졸업, 18,033명 배출)

## 참고 자료
- 오상고등학교 - 한국교육학술정보원 학교알리미